# Tabaco Latakia

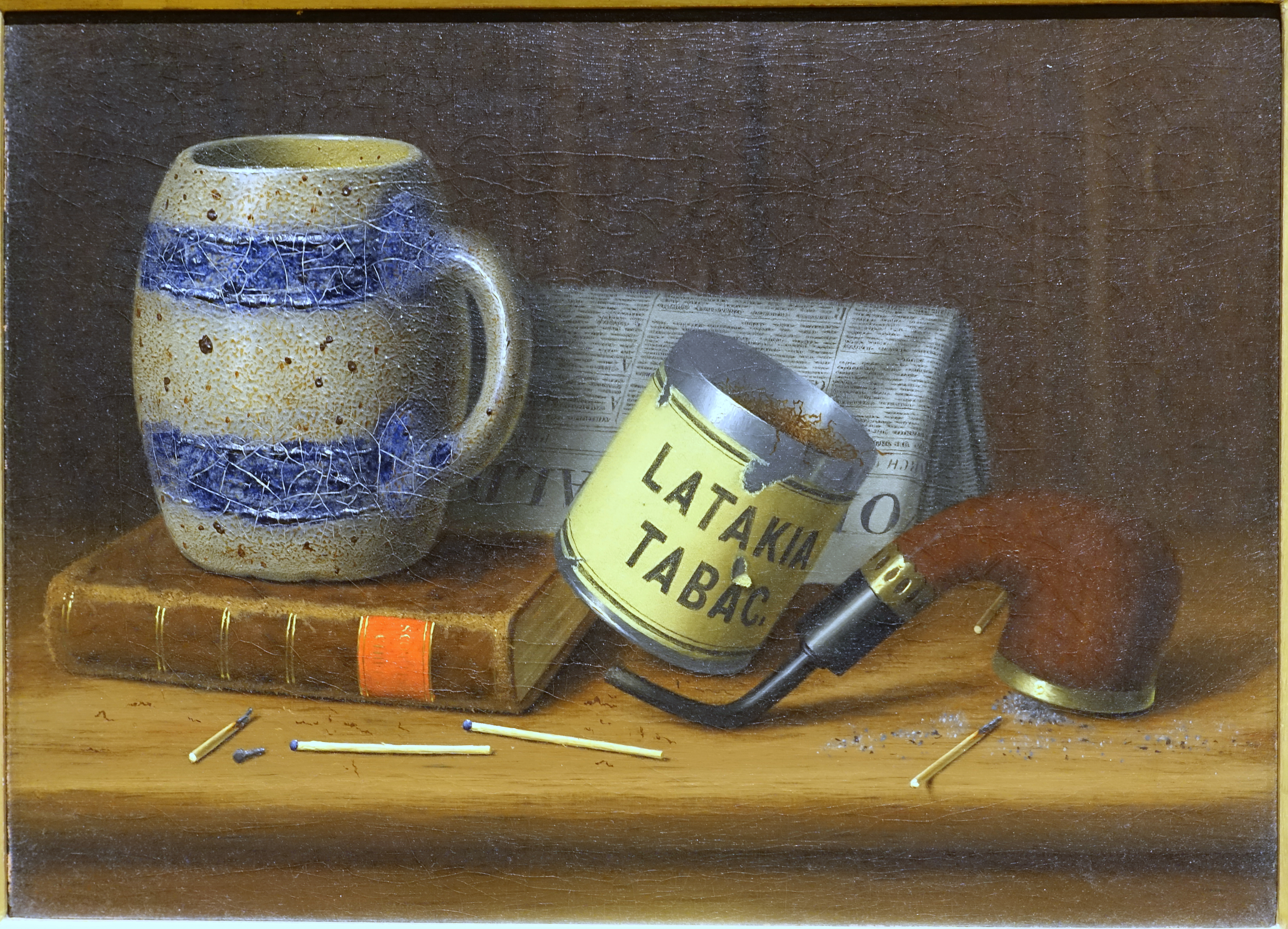
Naturaleza muerta retratando un frasco de latakia. Por William Michael Harnett.

El tabaco latakia (del árabe: تبغ اللاذقية) se produce mediante la cura al humo de ciertos tipos de la Nicotiana tabacum provenientes de la costa oriental del mediterráneo. Recibe su nombre del puerto sirio de Latakia, pero hoy día es elaborado exclusivamente en la isla de Chipre.
Es importante destacar el hecho de que, al igual que en el caso del Tabaco Cavendish, no existe una nomenclatura botánica específica para referirse a este tabaco. Las cualidades que hacen posible la existencia de este producto obedecen estrictamente a una serie de procesos de elaboración típicos de la región oriental del Mediterráneo.
Es una de las variedades de tabaco más famosas del mundo de la pipa y los cigarrillos de tipo oriental. Se la emplea en mezclas para tabaco de pipa. La mayoría de los blends clásicos contienen cierto porcentaje de latakia y es fundamental para que una mezcla pueda ser considerada de tipo inglesa o de tipo balcánica. También puede encontrarse en algunos puros y hasta en cigarrillos, siendo esto último muy inusual.

## Elaboración
El característico color negro y el intenso sabor ahumado de esta especie de tabaco se deben al peculiar tratamiento de curado al humo al que se somete la hoja. Este proceso se puede prolongar durante siete u ocho meses, y consiste en la aplicación directa del humo de maderas silvestres de la región y de ciertos componentes aromáticos al tabaco.
Como es en el caso del Tabaco Perique, la industria y el mercado de la latakia son pequeños. En la actualidad, la elaboración de este tabaco varía de productor a productor, pero también presenta diferencias notorias dependiendo de la región en que se lo produzca. 

### Elaboración de la latakia siria

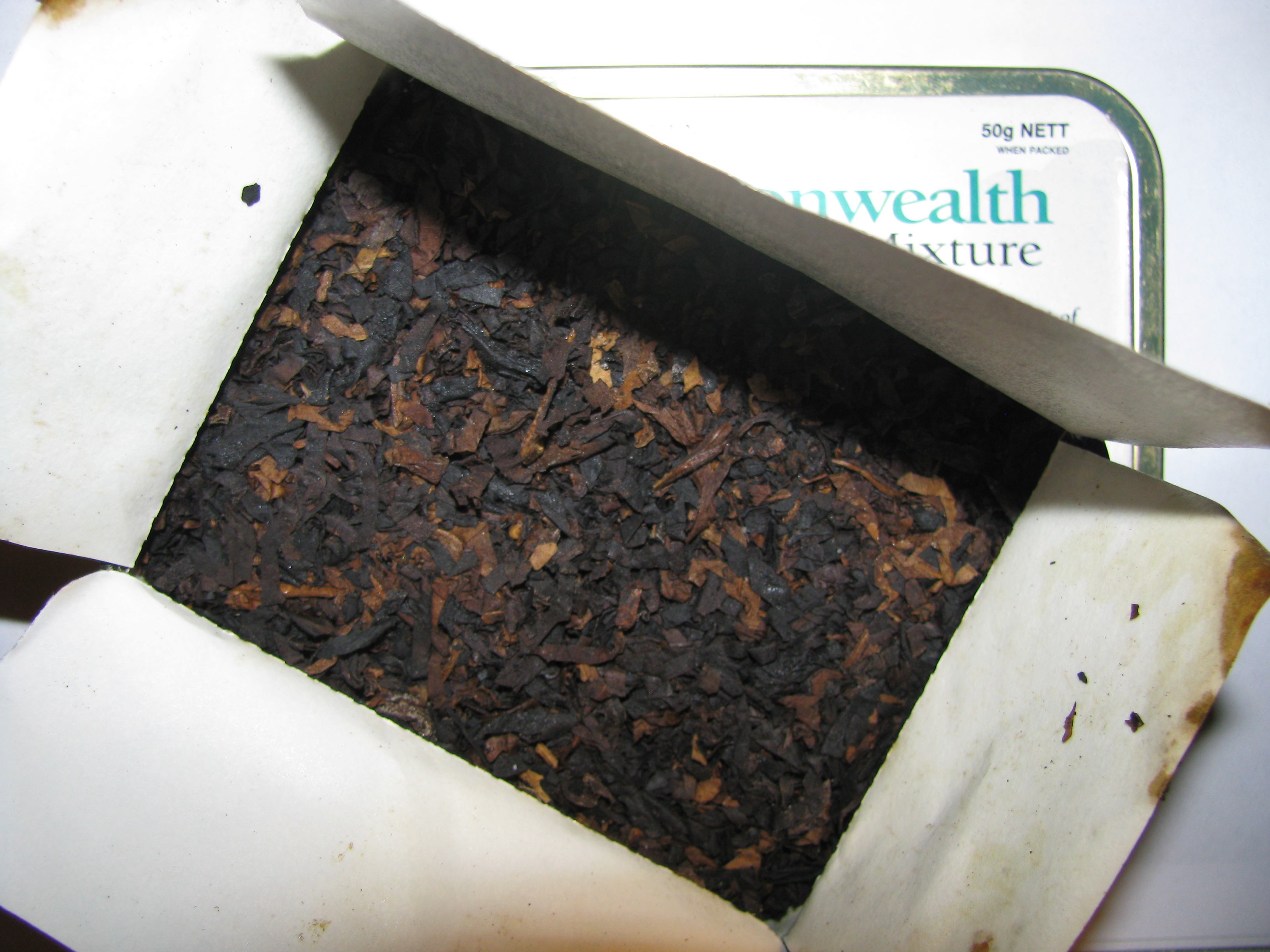
Mezcla con un 50% de latakia.

En un principio, el tabaco es secado al aire libre, colgándolo de los árboles o dejándolo en el suelo. Una vez secas, las hojas se amontonan y ahuman en casas de piedra especialmente construidas con el fin de servir de ahumaderos de tabaco. Los fuegos arden con pinos y hierbas locales durante la mayor parte del proceso. Pasada la instancia del curado de humo, las hojas son despalilladas, rehidratadas y guardadas en depósitos para que fermenten durante 30 o 60 días. Después de la fermentación, puede decirse que el tabaco de latakia sirio está listo para ser fumado.

### Elaboración de la latakia chipriota
La variedad de tabaco empleada en este tipo de latakia es muy diferente a la del latakia sirio. Esta variedad es del tipo turco, contiene un menor porcentaje nicotínico y su sabor presenta mayor cantidad de matices ligeramente dulces. También cuenta con excelentes características de combustión.